# Esiee Paris
Die Esiee Paris (École supérieure d'ingénieurs en électrotechnique et électronique) ist eine Ingenieurschule mit Sitz in Marne-la-Vallée. Die Schule wurde im Jahr 1904 unter dem Namen École Breguet gegründet und 1968 in Esiee umbenannt.
Die Esiee Paris bietet eine allgemeine Ingenieurausbildung. Sie ist eine grande école.

## Berühmte Absolventen
- Yann LeCun (* 1960), ein französischer Informatiker und Träger des Turing Awards 2018
- Émile Dewoitine (1892–1979), ein französischer Flugzeugkonstrukteur und Industrieller
- Gabriel Argy-Rousseau (1885–1953), ein französischer Glaskünstler und Keramiker des Jugendstils und des Art déco
- Pierre Verger (1902–1996), ein französischer Fotograf, Ethnologe, Schriftsteller, Babaláwo sowie ein Gründungsmitglied der Fotoagentur Alliance Photo